# Русский Шолнер
Русский Шолнер (мар. Руш Шолэҥер) — деревня в Мари-Турекском районе Республики Марий Эл. Входит в состав городского поселения Мари-Турек.

## География
Находится в восточной части республики Марий Эл на расстоянии приблизительно 3 км по прямой на северо-запад от районного центра посёлка Мари-Турек.

## История
Основана на рубеже XVIII—XIX веков. Первыми поселенцами были из деревни Кишма (Кичма) Вятской губернии. В 1834 году в деревне числилось 6 дворов, проживали 60 человек. В 1891 году в ней было 35 домохозяев. В 1905 году в ней числилось 44 двора, 283 жителя, в 1923 году 48 дворов, проживало 309 человек. В 1970-е годы после укрупнения колхозов и закрытия школы, ликвидации хозяйственных объектов русские жители начали разъезжаться В 1959 году в деревне было 156 жителей, в 1970 году 96 человек, в 1979 76 жителей. Место русских начали занимать марийцы. В советское время работали колхозы «Трудовик», «Победа» и имени Ленина.

## Население
Население составляло 26 человек (мари 92 %) в 2002 году, 19 в 2010.